# Championnats d'Estonie de tennis de table
Les Championnats d'Estonie de tennis de table comprennent une compétition individuelle organisée par la Fédération estonienne de tennis de table depuis 1926 pour les joueurs de tennis de table estoniens, dont les vainqueurs remportent le titre de champion d'Estonie et une compétition par équipes l'Estonian Meistriliiga disputée depuis 1938.

## Championnats individuels

### Histoire
La compétition a lieu chaque année depuis 1926. Entre 1940 et 1992, l'Estonie ayant été annexé par l'URSS, les joueurs estoniens participent aux championnats d'URSS de tennis de table. Aleksandr Smirnov détient le record de titre en simple (12) et a remporté un total de 67 médailles. Il est suivi par Vallot Vainula (8) qui a remporté lui 77 médailles dont 40 en or lors des différentes éditions des championnats.

### Palmarès
| Année | Simple messieurs       | Simple dames        | Double messieurs                     | Double dames                     | Double mixte                      |
| ----- | ---------------------- | ------------------- | ------------------------------------ | -------------------------------- | --------------------------------- |
| 2025, | Pert Marten Lehtlaan   | Airi Avameri        | Maksim Vuhka And Toomas Libene       | Airi Avameri And Arina Litvinova | Vallot Vainula And Airi Avameri   |
| 2024  | Aleksandr Smirnov (14) | Reelica Hanson      | Pert Marten Lehtlaan-Madis Moos      | Kätlin Põldveer-Reelica Hanson   | Aleksandr Smirnov-Kätlin Põldveer |
| 2023  | Vallot Vainula (9)     | Valeria Hachard     |                                      |                                  |                                   |
| 2022  | Aleksandr Smirnov (13) | Airi Avameri        | Vallot Vainula/ Aleksandr Smirnov    | Reelica Hanson / Kätlin Latt     | Vallot Vainula/ Airi Avameri      |
| 2020  | Vallot Vainula (8)     | Airi Avameri        | Aleksandr Lušin ja Stanislav Strogov | Airi Avameri ja Alina Jagnenkova | Vallot Vainula ja Airi Avameri    |
| 2019  | Vallot Vainula (7)     |                     |                                      |                                  |                                   |
| 2018  | Aleksandr Smirnov (12) |                     |                                      |                                  |                                   |
| 2017  | Aleksandr Smirnov (11) |                     |                                      |                                  |                                   |
| 2016  | Aleksandr Smirnov (10) |                     |                                      |                                  |                                   |
| 2015  | Vallot Vainula (6)     |                     |                                      |                                  |                                   |
| 2014  | Aleksandr Smirnov (9)  |                     |                                      |                                  |                                   |
| 2013  | Aleksandr Smirnov (8)  |                     |                                      |                                  |                                   |
| 2012  | Aleksandr Smirnov (7)  |                     |                                      |                                  |                                   |
| 2011  | Vallot Vainula (5)     | Tatjana TSISTJAKOVA |                                      |                                  |                                   |
| 2010  | Aleksandr Smirnov (6)  |                     |                                      |                                  |                                   |
| 2009  | Aleksandr Smirnov (5)  | Karin LINDMAE       |                                      |                                  |                                   |
| 2008  | Aleksandr Smirnov (4)  |                     |                                      |                                  |                                   |
| 2007  | Aleksandr Smirnov (3)  |                     |                                      |                                  |                                   |
| 2006  | Vallot Vainula (4)     |                     |                                      |                                  |                                   |
| 2005  | Aleksandr Smirnov (2)  |                     |                                      |                                  |                                   |
| 2004  | Vallot Vainula (3)     |                     |                                      |                                  |                                   |
| 2003  | Aleksandr Smirnov      |                     |                                      |                                  |                                   |
| 2002  | Vallot Vainula (2)     |                     |                                      |                                  |                                   |
| 2001  | Vallot Vainula         |                     |                                      |                                  |                                   |

## Championnats par équipes

### Histoire
La Meistriliiga estonienne est la plus haute compétition de tennis de table en Estonie. Elle existe depuis 1938. Le club estonien le plus titré est le Tallinna LTK Kalev, qui a remporté 13 titres de Meistriliiga.

### Palmarès
| Année | Equipe messieurs    | Equipe dames        |
| ----- | ------------------- | ------------------- |
| 2025  | TalTech Spordiklubi | TalTech Spordiklubi |
| 2024  | Maardu LTK          |                     |
| 2023  | TalTech Spordiklubi |                     |
| 2022  | TalTech Spordiklubi |                     |
| 2021  | Viljandi LTK Sakala |                     |
| 2020  | Viljandi LTK Sakala |                     |
| 2019  | Maardu LTK          |                     |
| 2018  | Tallinna LTK Kalev  |                     |
| 2017  | Tallinna LTK Kalev  |                     |
| 2016  | Tallinna LTK Kalev  |                     |
| 2015  | Maardu LTK          |                     |
| 2014  | Maardu LTK          |                     |
| 2013  | Tallinna LTK Kalev  |                     |
| 2012  | Tallinna LTK Kalev  |                     |
| 2011  | Tallinna LTK Kalev  |                     |
| 2010  | Tallinna LTK Kalev  |                     |